# Sijche Andonova
Sijche Andonova (Schreibweise auch Sijce Andonova, mazedonisch Сијче Андонова; * 27. November 1992 in Negotino) ist eine mazedonische Fußballspielerin. Die Abwehrspielerin spielt beim SV Blau-Weiß Hohen Neuendorf und ist Nationalspielerin ihres Landes. Sie ist die ältere Schwester von Nataša Andonova, die ebenfalls mazedonische Nationalspielerin ist.

## Herkunft und Ausbildung
S. Andonova wurde im mazedonischen Negotino geboren und wuchs dort gemeinsam mit ihrer Schwester bei ihren Eltern auf. Sie besuchte die örtliche Grundschule und das Gymnasium. Seit Herbst 2010 lebt die Abiturientin in Potsdam. 2011/12 nahm sie neben dem Fußball an einem Integrationskurs (B1) in der Berlin-Brandenburgischen Auslandsgesellschaft teil. Im Juni 2015 schloss sie eine dreijährige Ausbildung als Industriekauffrau bei einem Potsdamer Unternehmen ab.

## Verein

### Vereine in Mazedonien
S. Andonova begann ihre Karriere beim mazedonischen Verein ZFK Tikvešanka. 2008 wechselte sie für die Qualifikationsrunde der Champions League zum damaligen mazedonischen Meister ZFK Shkiponjat, kehrte nach den drei Spielen, bei denen sie zu zwei Einsätzen kam, wieder zum ZFK Tikvešanka zurück und wurde mit dem Verein 2009 mazedonischer Meister und Pokalsieger. Mit Tikvešanka spielte sie erneut in der Champions League. Anschließend wechselte sie zum ZFK Borec, wurde 2010 wiederum Meister und Pokalsieger und kam zu weiteren drei Einsätzen in der Champions League (somit insgesamt 8 CL-Einsätze).

### 1. FFC Turbine Potsdam
Bereits im August 2009 war S. Andonova erstmals zum Probetraining in Potsdam, der Wechsel erfolgte aber erst im Herbst 2010. Seit 1. Januar 2011 gehörte sie zur 2. Mannschaft des Bundesligisten 1. FFC Turbine Potsdam. Ihr Debüt erlebte sie am 13. März 2011 beim 3:0-Auswärtssieg von Turbine Potsdam II bei Holstein Kiel. In der Saison 2010/11 wurde sie in 4 Spielen eingewechselt und kam insgesamt auf 67 Spielminuten. In der Saison 2011/12, in der sie zu 12 Einsätzen kam (221 Spielminuten), wurde sie mit ihrer Mannschaft Meister der 2. Bundesliga Nord. In der Saison 2012/13 wurde sie 11 Mal eingesetzt, davon zweimal in der Startelf, und spielte insgesamt 282 Minuten. Ihre fünf Tore für Turbine II erzielte die Defensivspielerin, die bei Turbine aber zumeist im Mittelfeld spielte, bei Testspielen. Zweimal traf sie am 6. August 2011 beim 8:0 gegen eine Frauen-Auswahl des Bördekreises, einmal beim 5:3 gegen die Ü35 der Potsdamer Sport-Union am 21. August 2011. Bei der 2:7-Niederlage gegen die Männer des SV Rangsdorf am 11. September 2011 steuerte sie ebenfalls ein Tor bei. Einen weiteren Treffer erzielte S. Andonova bei einem für sie kuriosen Testspiel gegen die B-Junioren von Grün-Weiß Piesteritz am 25. August 2012. Nachdem sie zur Halbzeit ausgewechselt worden war, kam sie in der 72. Minute, da sich eine Spielerin verletzte und Turbine II nur eine Reservespielerin hatte, wieder zurück ins Spiel. In der 81. Minute traf sie mit einem sehenswerten 20-m-Schuss zum Endstand von 6:4.

### SV Blau-Weiß Hohen Neuendorf
Im Sommer 2013 wechselte sie zum Zweitligakonkurrenten SV Blau-Weiß Hohen Neuendorf, wo sie seitdem Stammspielerin in der Abwehr ist. Ihr erstes Tor erzielte sie am 4. August, als sie in einem Testspiel gegen den Steglitzer FC Stern 1900 einen Freistoß aus ca. 25 m zum 7:0-Endstand direkt verwandelte. In der Saison 2013/14 bestritt sie 21 Ligaspiele in der 2. Liga. Durch ein Gegentor in der Nachspielzeit der Relegation stieg Hohen Neuendorf in die Regionalliga Nordost ab. Im DFB-Pokal schied sie mit ihrem Team in der 2. Runde gegen den FCR Duisburg (0:6) aus. In der Saison 2014/15, in der sie zu 19 Einsätzen kam, gelang Hohen Neuendorf der direkte Wiederaufstieg und der Gewinn der Regionalliga-Meisterschaft. Während die Mannschaft im DFB-Pokal erneut an Duisburg scheiterte, konnte S. Andonova 2015 mit dem SV Blau-Weiß Hohen Neuendorf den Berliner Landespokal gewinnen. In der ersten Pokalrunde erzielte sie gegen den DFC Kreuzberg ihr bisher einziges Pflichtspieltor in Deutschland.

## Nationalmannschaft
Seit ihrer Jugend gehörte Andonova zum Stammkader der mazedonischen Nationalmannschaften. Ihr erstes Länderspiel bestritt sie am 16. Oktober 2007 in der U-17 Auswahl Mazedoniens im Qualifikationsspiel zur U-17-Europameisterschaft, das Mazedonien mit 0:11 gegen Frankreich verlor. Mazedonien erreichte als Gruppendritter der ersten Qualifikationsrunde nicht die nächste Runde. Im September 2008 konnte sich Andonova mit ihrer Mannschaft nach Siegen gegen Polen und Lettland sowie einer Niederlage gegen Tschechien als Gruppenzweiter erstmals für die 2. Runde im April 2009 qualifizieren. Gegen Schweden, Norwegen und die Ukraine war Mazedonien weitgehend chancenlos und wurde nach drei Niederlagen mit 4:15 Toren Gruppenletzter.
Im Sommer 2010 (4. Mai bis 5. Juni) nahm Andonova mit der mazedonischen U-19-Auswahl bei der Europameisterschaft im eigenen Land teil. In der Gruppe B war Mazedonien gegen die Niederlande, Frankreich und Spanien chancenlos, verlor alle drei Spiele mit insgesamt 1:19 Toren. In zwei Qualifikationsrunden zu den U-19-Europameisterschaften 2009 und 2011 wurde sie mit ihrer Mannschaft jeweils Gruppendritter und konnte sich nicht für die nächste Runde qualifizieren.
Seit 2008 spielt sie in der A-Nationalmannschaft ihres Landes. In der Qualifikation zur Weltmeisterschaft 2011 kam sie 2009/10 zu sieben Einsätzen (617 Spielminuten). In der Vorrunde zur UEFA-Frauen EM 2013 konnte Mazedonien unter Beteiligung Andonovas nach Siegen gegen Litauen (1:0) und Luxemburg (5:1) sowie einem Unentschieden gegen Litauen (1:1) erstmals in die eigentliche Qualifikationsrunde einziehen. Insgesamt stand sie 2011/12 in 12 der 13 Qualifikationsspiele (1079 Einsatzminuten) im mazedonischen Aufgebot (ein Spiel Gelbsperre). In der Qualifikation zur WM 2015 kam sie in sechs Spielen zum Einsatz, Mazedonien wurde mit 9 Niederlagen und einem Unentschieden Gruppenletzter.

## Erfolge
- Meisterin 2. Liga Nord 2012
- Meisterin Regionalliga Nordost 2015
- Gewinnerin des Berliner Landespokals 2015
- Gewinnerin der Berliner Hallenmasters 2016
- Mazedonische Meisterin 2009 und 2010
- Mazedonische Pokalsiegerin 2009 und 2010